# Pseudopoda obtusa
Pseudopoda obtusa là một loài nhện trong họ Sparassidae.
Loài này thuộc chi Pseudopoda. Pseudopoda obtusa được miêu tả năm 2007 bởi Peter Jäger & Vedel.